# Ганчуков
Ганчуко́в — хутор в Пролетарском районе Ростовской области.
Административный центр Огневского сельского поселения.

## История
Хутор основан в конце XIX века как временное поселение, относившееся к юрту калмыцкой станицы Денисовская Сальского округа области Войска Донского. Согласно переписи населения 1897 года в поселении проживало 72 души мужского и 61 женского пола. В 1905 году отнесён к юрту станицы Батлаевской. Согласно алфавитному списку населенных мест Области войска Донского к началу 1915 года в поселении имелось 45 дворов, проживало 149 душ мужского и 145 женского пола. Согласно переписи населения 1926 года хутор относился к Платовскому сельсовету Пролетарского района Сальского округа Северо-Кавказского края, в хуторе проживало 292 человека, в том числе 196 украинцев и 96 великороссов

## Население
Динамика численности населения
| 1897 | 1915 | 1926 |
| ---- | ---- | ---- |
| 133  | 294  | 292  |

| 2010 |
| ---- |
| 679  |

## Улицы
| - ул. Дружбы, - ул. Комсомольская, - ул. Мира, - ул. Огнева, - ул. Степная, | - ул. Техническая, - ул. Чабанская точка 1, - ул. Чабанская точка 2, - ул. Школьная, - ул. Южная. | - пер. Восточный, - пер. Западный, - пер. Новый. |

## Известные уроженцы
- Иванников, Афанасий Иванович (1915—1996) — советский военнослужащий, капитан-лейтенант, Герой Советского Союза.